# Combat naval en Grèce
Combat naval en Grèce és un curtmetratge mut de guerra francès del 1897 dirigit per Georges Méliès. Va ser estrenat per la Star Film Company de Méliès i té el número 110 als seus catàlegs. La pel·lícula, una d'una sèrie d'esdeveniments relacionats amb la guerra greco-turca de 1897, està ambientada a la coberta d'armes d'un vaixell sota atac. En realitat, no hi hagué enfrontaments navals durant la guerra.

## Sinopsi
Un oficial de la marina crida als seus mariners a la coberta per reunir-se al voltant del canó mentre explora l'horitzó, quan el vaixell és colpejat de sobte i un dels mariners resulta ferit.

## Producció
La pel·lícula destaca pel moviment de rodament realista de la baralla, aconseguit amb un plató articulat que es balancejava de costat a costat davant d'una càmera estacionària. Aquest especial escènic. efecte, que Méliès va recrear poc després a la seva pel·lícula Entre Calais et Douvres utilitzant la mateixa plataforma mòbil, permès per a un grau de realisme molt inusual per a l'època. El mateix Méliès apareix a la pel·lícula com l'oficial. La pel·lícula es va rodar a l'exterior, al jardí de la propietat de Méliès a Montreuil (Sena Saint-Denis), amb escenografia pintada.
La pel·lícula, presumpta durant molt de temps com a perduda, va ser redescoberta per John Barnes l'agost de 1988 al BFI National Archive, on havia estat catalogada amb un títol incorrecte.